# Мелроуз (Орегон)
Мелроуз (англ. Melrose) — переписна місцевість (CDP) в США, в окрузі Дуглас штату Орегон. Населення — 834 особи (2020).

## Географія
Мелроуз розташований за координатами 43°15′10″ пн. ш. 123°27′27″ зх. д. / 43.25278° пн. ш. 123.45750° зх. д. (43.252861, -123.457458).  За даними Бюро перепису населення США в 2010 році переписна місцевість мала площу 11,26 км², уся площа — суходіл.

## Демографія
Згідно з переписом 2010 року, у переписній місцевості мешкало 735 осіб у 278 домогосподарствах у складі 222 родин. Густота населення становила 65 осіб/км².  Було 304 помешкання (27/км²).
Расовий склад населення:
| - 95,0 % — білих - 1,1 % — азіатів - 0,3 % — корінних американців - 0,1 % — чорних або афроамериканців - 1,0 % — осіб інших рас |

До двох чи більше рас належало 2,6 %. Частка іспаномовних становила 3,9 % від усіх жителів.
За віковим діапазоном населення розподілялося таким чином: 20,3 % — особи молодші 18 років, 59,4 % — особи у віці 18—64 років, 20,3 % — особи у віці 65 років та старші. Медіана віку мешканця становила 49,2 року. На 100 осіб жіночої статі у переписній місцевості припадало 105,3 чоловіків;  на 100 жінок у віці від 18 років та старших — 105,6 чоловіків також старших 18 років.
Середній дохід на одне домашнє господарство  становив 75 745 доларів США (медіана — 44 250), а середній дохід на одну сім'ю — 93 636 доларів (медіана — 68 500). За межею бідності перебувало 18,4 % осіб, у тому числі 18,8 % дітей у віці до 18 років та 16,3 % осіб у віці 65 років та старших.
Цивільне працевлаштоване населення становило 323 особи. Основні галузі зайнятості: науковці, спеціалісти, менеджери — 28,8 %, освіта, охорона здоров'я та соціальна допомога — 13,9 %, транспорт — 9,9 %, фінанси, страхування та нерухомість — 9,3 %.